# Нижний Утяк
Нижний Утяк — река в России, протекает в Варгашинском и Кетовском районах Курганской области. Длина реки составляет 34 км.
Начинается в прудах у деревни Березняки, течёт в северо-западном направлении, сначала по открытой местности, затем через берёзовый и сосновый лес. Устье реки находится в 671 км по правому берегу реки Тобол у с. Падеринского на высоте 63 метра над уровнем моря.
Основные притоки — Отнога (пр) и Карабалка (лв).

## Населённые пункты

### Варгашинский район
- с. Барашково[5]

### Кетовский район
- д. Кривина[5]
- д. Новое Лушниково[5]
- с. Падеринское[5]

## Данные водного реестра
По данным государственного водного реестра России относится к Иртышскому бассейновому округу, водохозяйственный участок реки — Тобол от города Курган до впадения реки Исеть, речной подбассейн реки — Тобол. Речной бассейн реки — Иртыш.
Код объекта в государственном водном реестре — 14010500412111200002371.